# Asyndetus virgatus
Asyndetus virgatus är en tvåvingeart som beskrevs av Charles Howard Curran 1926. Asyndetus virgatus ingår i släktet Asyndetus och familjen styltflugor. Inga underarter finns listade i Catalogue of Life.